# محمدجان تویمبایف
محمدجان تویمبایف (به قزاقی: Muhametzhan Tuimebayev) یک منطقهٔ مسکونی در قزاقستان است که در شهرستان ایله، قزاقستان واقع شده‌است. محمدجان تویمبایف ۱۰٬۳۱۲ نفر جمعیت دارد.